# Liga Croata de Baloncesto
La HT Premijer liga o Liga Croata de Baloncesto es la máxima competición de baloncesto de Croacia, fue creada en 1991 cuando los clubes croatas abandonaron la Liga Yugoslava de Baloncesto, tras la desintegración de la antigua Yugoslavia.

## Equipos actuales
| Equipo            | Ciudad    | Pabellón                        | Capacidad |
| ----------------- | --------- | ------------------------------- | --------- |
| Alkar             | Sinj      | Ivica Glavan Ićo Sports Hall    | 600       |
| Bosco             | Zagreb    | Boško Božić-Pepsi Sports Hall   | 2,500     |
| Cibona            | Zagreb    | Dražen Petrović Basketball Hall | 5,400     |
| Cedevita Junior   | Zagreb    | Dom Sportova                    | 3,100     |
| DepoLink Škrljevo | Čavle     | Mavrinci Hall                   | 720       |
| Dinamo Zagreb     | Zagreb    | Dražen Petrović Basketball Hall | 5,400     |
| Dubrovnik         | Dubrovnik | Športska dvorana Gospino polje  | 2,500     |
| Dubrava           | Zagreb    | Dubrava Sports Hall             | 2,000     |
| Split             | Split     | Arena Gripe                     | 3,500     |
| Šibenka           | Šibenik   | Baldekin Sports Hall            | 900       |
| Zabok             | Zabok     | Zabok Sports Hall               | 3,000     |
| Zadar             | Zadar     | Krešimir Ćosić Hall             | 8,500     |

|  | Equipos que disputan la ABA Liga 2022-23 |
|  | Equipos que disputan la ABA Liga 2       |
|  | Equipos que disputan la Alpe Adria Cup   |

## Palmarés
| Temporada | Campeón                                  | Serie                                    | Subcampeón                               |
| 1991-92   | Cibona Zagreb                            | 2 - 1                                    | KK Zadar                                 |
| 1992-93   | Cibona Zagreb                            | 3 - 1                                    | Slobodna Dalmacija                       |
| 1993-94   | Cibona Zagreb                            | 3 - 0                                    | Croatia Osiguranje Split                 |
| 1994-95   | Cibona Zagreb                            | 3 - 1                                    | Zrinjevac                                |
| 1995-96   | Cibona Zagreb                            | 3 - 1                                    | Croatia Osiguranje Split                 |
| 1996-97   | Cibona Zagreb                            | 3 - 1                                    | Croatia Osiguranje Split                 |
| 1997-98   | Cibona Zagreb                            | 3 - 1                                    | KK Zadar                                 |
| 1998-99   | Cibona Zagreb                            | 3 - 1                                    | KK Zadar                                 |
| 1999-00   | Cibona Zagreb                            | 2 - 0                                    | KK Zadar                                 |
| 2000-01   | Cibona Zagreb                            | 3 - 0                                    | Split Croatia Osiguranje                 |
| 2001-02   | Cibona Zagreb                            | 2 - 0                                    | KK Zadar                                 |
| 2002-03   | Split Croatia Osiguranje                 | 2 - 0                                    | Cibona Zagreb                            |
| 2003-04   | Cibona Zagreb                            | 3 - 1                                    | KK Zadar                                 |
| 2004-05   | KK Zadar                                 | 3 - 2                                    | Cibona Zagreb                            |
| 2005-06   | Cibona Zagreb                            | 2 - 1                                    | KK Zadar                                 |
| 2006-07   | Cibona Zagreb                            | 3 - 2                                    | KK Zadar                                 |
| 2007-08   | KK Zadar                                 | 3 - 2                                    | Split Croatia Osiguranje                 |
| 2008-09   | Cibona Zagreb                            | 3 - 1                                    | KK Zadar                                 |
| 2009-10   | Cibona Zagreb                            | 3 - 2                                    | KK Zadar                                 |
| 2010-11   | KK Zagreb                                | 3 - 0                                    | KK Cedevita                              |
| 2011-12   | Cibona Zagreb                            | 3 - 1                                    | KK Cedevita                              |
| 2012-13   | Cibona Zagreb                            | 3 - 0                                    | KK Zadar                                 |
| 2013-14   | KK Cedevita                              | 3 - 0                                    | Cibona Zagreb                            |
| 2014-15   | KK Cedevita                              | 3 - 1                                    | Cibona Zagreb                            |
| 2015-16   | KK Cedevita                              | 3 - 0                                    | Cibona Zagreb                            |
| 2016-17   | KK Cedevita                              | 3 - 2                                    | Cibona Zagreb                            |
| 2017-18   | KK Cedevita                              | 3 - 1                                    | Cibona Zagreb                            |
| 2018-19   | Cibona Zagreb                            | 4 - 0                                    | KK Cedevita                              |
| 2019-20   | No disputada por la Pandemia de Covid-19 | No disputada por la Pandemia de Covid-19 | No disputada por la Pandemia de Covid-19 |
| 2020-21   | KK Zadar                                 | 2 - 1                                    | KK Split                                 |
| 2021-22   | Cibona Zagreb                            | 3 - 2                                    | KK Zadar                                 |
| 2022-23   | KK Zadar                                 | 3 - 0                                    | KK Split                                 |
| 2023-24   | KK Zadar                                 | 3 - 2                                    | KK Split                                 |
| 2024-25   | KK Zadar                                 | 3 - 1                                    | KK Split                                 |

## Títulos por club
| Club             | Títulos | Años Campeón | Finalista | Años Subcampeón                                                        |
| ---------------- | ------- | --- | --------- | ---------------------------------------------------------------------- |
| KK Cibona Zagreb | 20      | 1992, 1993, 1994, 1995, 1996, 1997, 1998, 1999, 2000, 2001, 2002, 2004, 2006, 2007, 2009, 2010, 2012, 2013, 2019 | 7         | 2003, 2005, 2014, 2015, 2016, 2017, 2018, 2022                         |
| KK Zadar         | 6       | 2005, 2008, 2021, 2023, 2024, 2025                                                                               | 12        | 1992, 1998, 1999, 2000, 2002, 2004, 2006, 2007, 2009, 2010, 2013, 2022 |
| KK Cedevita      | 5       | 2014, 2015, 2016, 2017, 2018                                                                                     | 3         | 2011, 2012, 2019                                                       |
| KK Split         | 1       | 2003 | 10        | 1993, 1994, 1996, 1997, 2001, 2008, 2021, 2023, 2024, 2025             |
| KK Zagreb        | 1       | 2011 | -         | -----                                                                  |
| KK Zrinjevac     | -       | ---- | 1         | 1995                                                                   |